# Nicaragua ai Giochi della XIX Olimpiade
Il Nicaragua partecipò ai Giochi della XIX Olimpiade che si sono svolti a Città del Messico dal 12 al 27 ottobre 1968, con una delegazione di 11 atleti impegnati in 3 discipline: atletica leggera, pugilato e sollevamento pesi. Portabandiera fu Don Vélez, atleta che gareggiò nel salto in lungo, nel lancio del giavellotto e nel decathlon. Fu la prima partecipazione di questo paese ai Giochi. Non fu conquistata nessuna medaglia.